# Eugène Green
Eugène Green (nacido el 28 de junio de 1947) es un cineasta y dramaturgo francés nacido en Estados Unidos. Se destaca como educador, capacitando a una generación de jóvenes actores en el renacimiento de la técnica del teatro barroco francés y la declamación.

## Filmografía
- 2001 : Toutes les nuits; Alexis Loret, Christelle Prot, Adrien Michaux
- 2002 : Le nom du feu (breve); Christelle Prot y Alexis Loret
- 2003 : Le Monde vivant; Christelle Prot, Adrien Michaux, Alexis Loret, Laurène Cheilan, Achille Trocellier, Marin Charvet, en la edición 2004 del Bafici
- 2004 : Le Pont des Arts; Natacha Régnier, Denis Podalydès, Adrien Michaux, Olivier Gourmet[5]
- 2006 : Les signes (breve); Christelle Prot, Mathieu Amalric, Achille Trocellier, Marin Charvet
- 2007 : Correspondencias (breve); Delphine Hecquet, François Rivière, Christelle Prot[6]
- 2009 : La religiosa portuguesa; Leonor Baldaque, Adrien Michaux[7]
- 2014 : La Sapienza; Fabrizio Rongione, Christelle Prot, Ludovico Succio, Arianna Nastro[8]
- 2015 : Faire la parole (documental)
- 2016 : Los hijos de Joseph
- 2017 : En attendant les barbares
- 2020 : Atarrabi et Mikelats